# Ekonomičnost
Ekonomičnost je jedan od tri pokazatelja uspešnosti preduzeća, u poslovnom smislu, pored rentabilnosti i produktivnosti. Usko je povezan i zavisi od produktivnosti, koja predstavlja preduslov, ali ne i dovoljan uslov za realizaciju ekonomičnosti. Ekonomičnost se naziva i ekonomska, ili troškovna, efikasnost preduzeća.
Za razliku od produktivnosti, kod koje se posmatraju ostvareni rezultati, angažovanjem samo jednog elementa proizvodnje (rada), ekonomičnost posmatra rezultate kao posledicu angažovanja svih elemenata proizvodnje (rada, sredstava za rad i predmeta rad). Ekonomičnost  je mera ostvarenih (količinskih i vrednosnih) rezultata po jedinici ukupnih ulaganja u određenom vremenskom periodu. Princip ekonomičnosti je zahtev ekonomije reprodukcije da se u reprodukciji proizvede određena vrednost uz minimalna trošenja vrednost i on se svodi na ostvarenje što većeg ekonomskog rezultata korištenjem raspoloživih proizvodnih činilaca. Suština ekonomičnosti je u štednji i ekonomisanju elemenata proizvodnje preduzeća.

## Pojam ekonomičnosti
Ekonomičnost je ekonomski princip reprodukcije i predstavlja težnju ka ostvarenju vrednosti uz minimalno trošenje elemenata proizvodnje i izražava se kao odnosi između inputa i autputa. Ta trošenja su predstavljena kao naturalno trošenje (fizički utrošci materijala, sredstva za rad i radne snage) i finansijsko trošenje (troškovi materijala, sredstva za rad i radne snage). Ovaj princip nam pokazuje koliko je neko preduzeće uspešno u smislu da pokazuje u kojoj meri su postignuti ciljevi datog preduzeća i koliko je ušteđeno resursa pri ostvarenju tih ciljeva.
Zapisi ekonomičnosti:
gde su:
UT - ukupni troškovi
L и K - količina rada i količina kapitala
CL, CK - cene rada i cena kapitala
Q = f (L, K) - ukupan proizvod, odnosno proizvodna funkcija preduzeća
Da bi preduzeće bilo ekonomski efikasno, potrebno je da:
- ili odredi minimalne troškove za proizvodnju datog obima proizvodnje
- ili odredi maksimalni obim proizvodnje u odnosu na date ukupne troškove

U oba slučaja ostvarena je optimalna kombinacija, ili optimalni miks, inputa.
Kada govorimo o ekonomičnosti, razlikujemo princip i kompleks ekonomičnosti.

### Princip ekonomičnosti
Princip ekonomičnosti je zahtev, odnosno težnja da se proizvede određena vrednost uz minimalna trošenja vrednosti u reprodukciji za proizvodnju te vrednosti. On predstavlja parcijalni ekonomski pristup reprodukcije. Njime se veoma određeno definiše ekonomski cilj kome se teži u organizovanju i izvršavanju procesa reprodukcije.

### Kompleks ekonomičnosti
Kompleks ekonomičnosti je odnos elemenata koji izražava realni nivo ekonomskog stanja konkretnog ekonomskog sistema, meren stepenom zadovoljenja principa ekonomičnosti. On predstavlja sadržinu kompleksa i određen je odnosom proizvedene i utrošenih vrednosti:
gde je:
| E | ekonomičnost       |
| V | vrednost proizvoda |
| T | utrošene vrednosti |

Karakteristike te sadržine se svode na:
- Suštinu proizvedene vrednosti i utrošenih vrednosti za tu proizvodnju
- Uslovljenost samog raspona između proizvedene vrednosti i utrošenih vrednosti
- Razliku između kompleksa ekonomičnosti i kompleksa produktivnosti, čiju suštinu takođe čini bar jedan od oblika trošenja u reprodukciji[3]

#### Elementi kompleksa ekonomičnosti
- Rezultati proizvodnje (izraženi fizički i vrednosno) oni određuju kvalitet ekonomije odnosom između proizvedene vrednosti i vrednosti utrošenih proizvodnji. Pri tome se javlja:
  - Fizički proizvod kao indirektni element kompleksa ekonomičnosti
  - Vrednost proizvodnje kao direktni elementi
- Ulaganja u proizvodnju (fizički utrošci i troškovi)
  - Ekonomičnost utrošaka - ekonomičnost trošenja elemenata proizvodnje. Kvantitativno izražavamo na sledeći način:

gde je:
| Q | količina proizvoda         |
| U | količina stvarnih utrošaka |

- Ekonomičnost troškova - obuhvata ekonomičnost trošenja materijala, sredstava za rad i rada

Ekonomičnost troškova materijala
gde je:
| Еtm | ekonomičnost troškova materijala |
| Vm  | preneta vrednost materijala      |
| Tm  | stvarni troškovi materijala      |

Ekonomičnost troškova sredstava za rad
gde je:
| Еti | ekonomičnost troškova sredstava za rad |
| Vi  | preneta vrednost sredstava za rad      |
| Ti  | stvarni troškovi sredstava za rad      |

Ekonomičnost troškova rada
gde je:
| Еtl | ekonomičnost troškova                                              |
| Vl  | nova vrednost                                                      |
| Tl  | utrošene vrednosti u vezi sa trošenjem radne snage (troškovi rada) |

- Faktori koji dovode do rezultata i ulaganja da bi se došlo do rezultata:
  - Elementi društveno uslovljene ekonomičnosti
  - Elementi tehnički uslovljene ekonomičnost
  - Elementi organizaciono uslovljene ekonomičnosti[4]

#### Karakteristike kompleksa ekonomičnosti
- Karakteristike kao funkcija elemenata kompleksa ekonomičnosti

Kompleks ekonomičnosti se izražava rasponom između proizvedene vrednosti i utrošenih vrednosti. Karakteristike tog kompleksa, vezane za njegove elemente, se ogledaju u:
1. Ekonomskoj suštini proizvedene vrednosti i vrednosti utrošenih za tu proizvodnju
2. Veličini raspona između proizvedene i utrošenih vrednosti koja je uslovljena društveno, tehnički i organizaciono

- Karakteristike kao funkcija kvaliteta ekonomije

Kao parcijalni izraz kvaliteta ekonomije, kompleks ekonomičnosti ima svoje specifične karakteristike:
1. U određenom periodu - on se može posmatrati kao: 
  - Ekonomičnost u makroekonomiji - uslovljena je objektivnim (društvenim i tehničkim) i organizacionim faktorima
  - Ekonomičnost u mezoekonomiji - uslovljena je objektivnim i organizacionim faktorima, kao specifičnim dejstvima tehničkih i društvenih faktora koja dovede do odstupanja utrošaka po jedinici konkretnog u odnosu na utroške prosečnog proizvođača
2. U sukcesiji perioda - u ovom slučaju razlika između dejstva kompleksa ekonomičnosti i kompleksa produktivnosti na dinamiku mezoekonomskog kvaliteta dolazi do izražaja u zavisnosti od situacija:
  - kada je promena potrebnog živog rada uslovljena promenama u utrošcima minulog rada uvođenjem u proizvodnju novih tehničkih rešenja (racionalizacije i rekonstrukcije) i ovom izmenom dolazi do novih, dodatnih ulaganja.
  - kada je promena količina živog rada uslovljena promenom kvalifikacione strukture tog rada uvođenjem novih tehničkih sredstava menja kvalifikacionu strukturu kolektiva. To sa svoje strane menja i troškove rada, jer su oni uslovljeni i stepenom kvalifikovanosti izvršilaca. Ako izmena tehničkih faktora dovede do smanjenja prosečnog stepena kvalifikovanosti, to će menjati ne samo ulaganja ukupnog rada, već i troškove radne snage, pa će produktivnost i ekonomičnost delovati na porast kvaliteta ekonomije. Ako izmena tehničkih faktora dovede do povišenja prosečne kvalifikovanosti, tada će ulaganja ukupnog rada da se smanjuju ali će troškovi radne snage da porastu, produktivnost će se povećati, a ekonomičnost smanjiti.
  - kada su promene cene sredstava za proizvodnju pod dejstvom društvenih tržišnih faktora nezavisne od unosa utrošaka živog i minulog rada.[4]

## Izvori ekonomičnosti
Izvori ekonomičnosti objašnjavaju zašto su neka preduzeća troškovno-efikasnija od drugih.
Mogu biti:
1. Interni - uštede koje nastaju zbog delovanja faktora koji su pod kontrolom preduzeća.
2. Eksterni - uštede koje nastaju zbog delovanja faktora koji nisu pod kontrolom preduzeća.

### Interni izvori ekonomičnosti
Glavni interni izvori ekonomičnosti su ekonomije obima i ekonomije veličine. Ekonomije obima nastaju kao rezultat povećanja veličine kapaciteta, a ekonomije veličine ostvaruju se povećanjem broja fabrika, nezavisno od toga da li se u novim fabrikama nastavlja sa proizvodnjom istog proizvoda ili se proizvodnja diversifikuje.
Najznačajniji interni izvori ekonomičnosti:
1. Proizvodno-tehničke ekonomije
2. Prodajno-marketinške ekonomije
3. Ekonomije nabavke
4. Ekonomije skladištenja i transporta
5. Upravljačke ekonomije
6. Finansijske ekonomije
7. Ekonomije zbog redukcije rizika i neizvesnosti
8. Ekonomije širine[2]

#### Proizvodno-tehničke ekonomije
Proizvodno-tehničke ekonomije su pad prosečnih troškova, usled povećanja veličine kapaciteta ili veličine preduzeća. Tri glavna izvora proizvodno-tehničkih ekonomija su:
- Ekonomije rada

Ostvaruju se u uslovima proizvodnje velikog obima, a nastaju zbog:
1. Podele i specijalizacije rada
2. Uštede u vremenu i skraćenje procesa rada
3. Efekta učenja

U malim fabrikama radnici obavljaju nekoliko različitih poslova, dok u velikoj fabrici svaki radnik obavlja jedan posao.
- Tehničke ekonomije

Tehničke ekonomije su uštede koje nastaju zbog opadanja fiksnih troškova po jedinici. Masovna proizvodnja zasniva se na primeni kapitalno-intenzivne proizvodnje, koja znači velika kapitalna ulaganja u visoke fiksne troškove. Fiksni troškovi daleko prevazilaze varijabilne troškove, zbog toga kapitalno intenzivna proizvodnja postaje ekonomična tek na visokim nivoima obima.
Tehničke ekonomije nastaju zbog:
1. Nedeljivosti kapaciteta
2. Troškova instaliranja kapaciteta i pripreme proizvodnje
3. Troškova konstrukcije proizvoda i pripreme asortimana
4. Troškova istraživanja i razvoja i uvođenja novih proizvoda
5. Troškova obuke
6. Troškova istraživanja tržišta i promene dizajna proizvoda

- Ekonomije zaliha

Zalihe služe da obezbede kontinuitet poslovanja, odnosno da ne dođe di prekida poslovanja zbog slučajnih fluktuacija ponude i tražnje.
Osnovne vrste zaliha su:
1. Glavni proizvodi
2. Sirovine
3. Komponente
4. Poluproizvodi
5. Rezervni delovi
6. Kancelarijski i pomoćni materijal

Troškovi zaliha su:
1. Troškovi skladištenja i održavanja zaliha
2. Osiguranje protiv krađe i oštećenja zaliha
3. Porezi i kamate na sredstva u zalihama
4. Oportunitetni troškovi zaliha
5. Troškovi zastarenja zaliha

Mnoge firme su propale zato što je nestala vrednost sredstava u zalihama. Optimalni nivo zaliha se određuje na osnovu troškova nabavke i troškova zalihe. To je ponderisani prosek troškova nabavke i troškova zaliha srazmerno njihovom učešću u ukupnim troškovima proizvodnje i prodaje. Isporuka "tačno na vreme" omogućava snižavanje troškova zaliha. Ekonomija zaliha je proporcionalno manji rast zaliha u odnosu na veličinu proizvodnje i prodaje. Ekonomija zaliha znači manji minimalni nivo zaliha.

#### Prodajno-marketinške ekonomije
Ove ekonomije mogu da se ostvare zahvaljujući postojanju:
- Ekonomije reklame i promocije

Ekonomije reklame i promocije su opadanje troškova reklame i promocije zbog veličine prodaje i veličine tržišta preduzeća. Troškovi reklame su svi troškovi koji nastaju da bi reklamna poruka bila efektivno primljena. Poruka je efektivno primljena kada primalac poruke kupi proizvod. Veliko preduzeće ima više finansijskih sredstava i može da izdvoji više novca za reklamu u odnosu na manje preduzeće. Veliki oglašivači dobijaju popuste u ceni. Uvek je potrebna reklama svih proizvoda preduzeća.
- Ekonomije koje su rezultat reputacije preduzeća

Niže troškove reklame jednog proizvoda može da ostvari preduzeće koje ima reputaciju u prodaji drugih proizvoda. Efekat reputacije na prodaju ostalih proizvoda preduzeća naziva se "kišobran poznatog imena" i on smanjuje rizik komercijalnog neuspeha i neprihvatanja novog proizvoda.
- Ekonomije koje su rezultat ekskluzivne distribucije proizvoda

Velika preduzeća, po pravilu, ostvaruju ekskluzivne sporazume sa distributerima koji preuzimaju obavezu servisiranja i održavanja proizvoda. Troškovi distribucije povećavaju se proporcionalno manje u odnosu na obim proizvodnje.

#### Ekonomije nabavke
Cilj nabavke je da obezbedi odgovarajuću količinu dobara ili usluga, odgovarajućeg kvaliteta, na odgovarajućem mestu, u odgovarajuće vreme i po odgovarajućoj ceni. Zadatak nabavke je da pronalazi odgovarajuće izvore ponude, da pregovara, da izvrši narudžbinu i da obezbedi isporuku naručenih dobara. U proizvodnom preduzeću nabavka treba da bude blisko povezana sa proizvodnjom i prodajom. Selekcija i izbor odgovarajućeg dobavljača posebno je važna kada se nabavlja osnovni materijal, koji ulazi u sastav finalnog proizvoda. 
Ekonomije nabavke su popusti u ceni zbog kupovine veće količine. Ekonomije nabavke su uštede koje nastaju kao rezultat veličine kupovine. Prodaja iste količine proizvoda jednom kupcu je jeftinija zato što su fiksni troškovi prodaje niži nego kada bi se prodavala većem broju različitih kupaca. Kupci na veliko su cenovno osetljiviji od kupaca na malo. Zbog svega toga, preduzeće-dobavljač odobrava popuste u ceni na veličinu kupovine. Jedan od načina da se ostvare veliki popusti u ceni zbog kupovine na veliko, koji se u praksi sve više koristi, su savezi sa drugim preduzećima i partnerstva sa dobavljačima. Na ovaj način se troškovi zaliha i upravljanja zalihama prenose na dobavljača, što može značajno da smanji, ne samo troškove nabavke, već i ukupne troškove poslovanja. Ukoliko jedan dobavljač može da obezbedi zadovoljavajući asortiman potrebnih dobara, troškovi nabavke su niži. Međutim, veći broj izvora nabavke daje veću raznovrsnost dobara, a često nudi i bolje uslove.
Od mogućih, bira se onaj dobavljač koji ispunjava kriterijume preduzeća-kupca u pogledu:
1. Kvaliteta
2. Cene
3. Usluge
4. Pouzdanosti
5. Transporta
6. Uslova plaćanja
7. Potrebnih garancija isporuke[2]

#### Ekonomije skladištenja i transporta
Sa povećanjem veličine preduzeća troškovi skladištenja opadaju jer konstrukcija skladišta sledi pravilo geometrijskog odnosa između površine i zapremine skladišta i veličine ulaganja. Ako preduzeće koristi svoja transportna sredstva, transportni troškovi po jedinici opadaju sa veličinom transportnih sredstava i potpunim iskorišćenjem njegovih sredstava.
Transportni troškovi zavise od:
1. Udaljenosti na koju se proizvod transportuje
2. Odnosa između transportnih troškova i vrednosti robe koja se prevozi
3. Od mogućnosti prenošenja dela transportnih troškova na kupca

Ako preduzeće koristi javni prevoz ili usluge špeditera, transportni troškovi po jedinici će da se povećavaju sa distancom. Ali, veliko preduzeće može da ostvari popuste u ceni zbog veličine transporta.

#### Upravljačke ekonomije
Upravljačke ekonomije su opadanje troškova upravljanja zbog:
- Podele i specijalizacije upravljanja - U malom preduzeću sve ili većinu poslova upravljanja obavlja vlasnik-menadžer, a u velikom preduzeću je izvršena podela poslova upravljanja. Ta podela povećava stručnost i kompetentnost menadžera u područjima njihove odgovornosti. Decentralizacija odlučivanja je unapredila efikasnost upravljanja velikim preduzećima, zbog redukcije broja informacija.
- Primene naučnih metoda i tehnika upravljanja
- Primene informaciono-komunikacione tehnologije i automatizacije funkcije upravljanja

U tradicionalnoj teoriji se smatra da se porastom veličine preduzeća dolazi do porasta troškova upravljanja i pojave neekonomije upravljanja. U savremenoj teoriji, koja je potkrepljena brojnim empirijskim istraživanjima, smatra se da upravljačke ekonomije nisu toliko izražene da bi mogle da neutrališu prednosti veličine preduzeća.

#### Finansijske ekonomije
Najveći broj preduzeća svoje poslovanje finansira iz kredita. Velika preduzeća kredite dobijaju po povoljnim uslovima u odnosu na mala preduzeća jer kod odobravanja kredita, banke slede logiku ekonomije obima: što je preduzeće veće, manji je rizik za finansijska sredstva. Finansijske ekonomije su uštede koje nastaju zbog nižih troškova nabavke finansijskih sredstava. Finansijske ekonomije velika preduzeća ostvaruju i zato što do kapitala mogu da dođu emitovanjem akcija. Troškovi emitovanja akcija su fiksni i opadaju sa brojem emitovanih akcija.

#### Ekonomije zbog redukcije rizika i neizvesnosti
Veliko preduzeće ima prednost nad malim kod rizika protiv koga se ne može osigurati i neizvesnosti.
Preduzeća su izložena sledećim vrstama rizika i neizvesnosti:
- Tržišni rizik - javlja se zbog promene uslova na tržištu. Uslovi na tržištu se menjaju zbog: promene ukusa i preferencija potrošača, promena stepena diferenciranosti proizvoda, skraćenja životnog ciklusa proizvoda i promene tržišne strukture i konkurencije.
- Tehnološki rizik - javlja se zbog promene tehnologije, odnosno pojave novih proizvoda, novih procesa, novih sirovina. Istraživanje i razvoj je visoko rizična aktivnost, bez garancija da će novi proizvod ili proces naći tržište i da će se izdaci za istraživanje i razvoj isplatiti.
- Rizik promene cena inputa (iznenadne i neočekivane promene inputa)
- Politički rizik - neočekivani diskontinuitet zbog promene vlade ili političke klime u zemlji

Tržišni i tehnološki rizik je manji ukoliko je stepen diversifikacije preduzeća veći. Široko diversifikovane firme su, međutim, izložene većoj neizvesnosti zbog neočekivanih reakcija konkurenata na tržištu. Za razliku od široko diversifikovanog preduzeća, veliko visoko-specijalizovano preduzeće koje proizvodi samo jednu vrstu proizvoda i posluje na jednom tržištu, izloženo je većem tržišnom i tehnološkom riziku. Minorne promene tržišne tražnje mogu da utiču na pad njegove prodaje. Ali, ova preduzeća su izložena manjoj neizvesnosti.

#### Ekonomije širine
Ekonomije širine su uštede u ukupnim troškovima zbog širokog asortimana proizvoda. Ukupni troškovi proizvodnje su niži ako se dva ili više različitih proizvoda proizvodi u istom preduzeću, nego ukoliko se svaki proizvod proizvodi u posebnom preduzeću:
Efekat poluge bazične komponente je primena znanja, stečenog u razvoju jednog proizvoda, u proizvodnji drugih proizvoda. Ekonomije širine nastaju kao rezultat lateralne integracije, odnosno diversifikacije preduzeća i proizvodnje različitih proizvoda. Ekonomije širine se primenjuju u trgovini, posebno u maloprodaji.

### Eksterni izvori ekonomičnosti
Eksterni izvori ekonomičnosti su oni izvori koji nisu pod kontrolom preduzeća. Oni omogućavaju da se objasni zašto se troškovi jednog preduzeća razlikuju od troškova njegovih konkurenata.
Najznačajniji eksterni izvori ekonomičnosti su:
- Cene inputa

Iznenadna i neočekivana promena cene inputa može bitno da utiče na troškove proizvodnje i ekonomičnost preduzeća.
- Ekonomije gustine

Ekonomije gustine su uštede koje nastaju kao rezultat visokog stepena koncentracije potrošača na određenom geografskom području. Preduzeća sa istog geografskog područja mogu da ostvare prednosti zajedničkog pristupa najnovijim poslovnim informacijama ili da se povežu oko zajedničkog istraživanja i razvoja.
Prednosti koje donosi ekonomija gustine:
1. Bolje obrazovanje
2. Bolji transport
3. Bolje komercijalne usluge

Ekonomije gustine veoma su važne kada se donose odluke o lokaciji preduzeća, jer preduzeće može da ostvari velike uštede zbog lokacije na određenom području.
- Karakteristike okruženja

Razlikuju se poslovno i društveno-ekonomsko okruženje preduzeća.
Poslovno okruženje direktno deluje na preduzeće, a društveno-ekonomsko deluje posredno, odnosno, indirektno. Da bi preduzeće bilo ekonomično, mora da bude u saradnji sa svojim okruženjem. Podudarnost postoji ako preduzeće nudi ono što okruženje traži, i ako okruženje može da obezbedi ono što je potrebno preduzeću. Jednom postignuta podudarnost narušava se zbog promene okruženja i preduzeća. Uspostavljanje podudarnosti je proces koji nikada ne prestaje.
Prema brzini promena, okruženje može da bude:
1. Stabilno
2. Dinamično

Prema vrsti eksternih faktora koji utiču na preduzeće, okruženje može da bude:
1. Homogeno
2. Heterogeno

Prema broju eksternih faktora, okruženje može da bude:
1. Jednostavno
2. Složeno

Prema mogućnosti predviđanja promena u okruženju, okruženje može da bude:
1. Predvidljivo
2. Neizvesno

Jedno preduzeće može da ima niže troškove zato što je okruženje u kome posluje jednostavnije, stabilnije, homogenije i izvesnije.

## Merenje ekonomičnosti
Stepen ekonomičnosti možemo saznati samo iz odnosa ostvarenih veličina sa planiranim, tako da ustanovimo:
1. kako se prema određenom prihodu odnosi ostvareni rashod u poređenju sa planiranim rashodom, jer na taj način saznajemo stepen štedljivosti
2. kako se prema određenom rashodu odnosi ostvareni prihod u poređenju sa planiranim prihodom, jer na taj način saznajemo stepen izdašnosti

Merilo utvrđivanja stepena ekonomičnosti može biti optimum prihoda prema određenim rashodima ili rashoda prema određenim prihodima.
Ovaj optimum saznajemo iz odnosa:
Stepen ekonomičnosti se dobija poređenjem odnosa ostvarenih rashoda i prihoda sa odnosom optimalnih rashoda i prihoda
S obzirom da odnos Po:Ro predstavlja koeficijent preduzeća, a odnos Pn:Ro normu prihoda, dobijamo:
Prema tome, ta se formula redukuje na jednačinu Po:Pn, koja odgovara stepenu izdašnosti.
Ukoliko se stepen ekonomičnosti utvrđuje prema formiranju rashoda
ili
Prema tome, ta se formula redukuje na jednačinu Rn:Ro, koja odgovara stepenu štedljivosti.

## Pokazatelji ekonomičnosti
Zavisi od veličina koje se porede.
U objekte upoređivanja spadaju:
- Rashodi ili troškovi

1. Po vrednosti: pogonski rashodi, materijalni rashodi, plate, kamate, otpisi, rashodi za održavanje, vlastiti troškovi, troškovi izrade, troškovi proizvodnje
2. Količinski: utrošak materijala, radni sati, proizvodni sati, sati zastoja, sati radnog mesta

- Prihodi

1. Po vrednosti: prihod, učinak od prodaje, promet od prodaje za gotovo, promet od prodaje za kredit
2. Količinski: raščlanjavanje analogno po vrednosti

Merila za upoređivanje:
- Statička merila

1. Po vrednosti: imovina preduzeća, osnovna imovina, obrtna imovina, stanje skladišta, stanje dužnika, stanje platežnih sredstava, radni kapital, vlastiti kapital, tuđi kapital
2. Količinska: broj zaposlenih, broj pogonskih jedinica, količina skladišta

- Dinamička merila

1. Po vrednosti: rashod, prihod, količina kupovine
2. Količinska: količina kupovine, količina proizvodnje, količina prodaje, sati rada i mašina

Tri grupe pokazatelja:
- Pokazatelji ekonomičnosti u užem smislu:

1. prihod / rashod (što je veći pokazatelj, veći je stepen ekonomičnosti)
2. rashod / prihod (što je manji pokazatelj, manji je stepen ekonomičnosti)
3. (cena koštanja / prihodi preduzeća) x 100
4. (proizvodni troškovi / prihodi preduzeća) x 100
5. (troškovi izrade / prihodi preduzeća) x 100
6. utrošena količina: proizvedena količina
  1. utrošak materijala / proizvedena količina
  2. radni sati / proizvedena količina

- Pokazatelji učinaka:

1. prihodi preduzeća / broj zaposlenih
2. prihodi preduzeća / broj proizvodnih radnika
3. prihodi preduzeća / proizvodni radni sati

- Pokazatelji iskorišćenja pogona (proizvodnje):

1. stepen zaposlenosti = efektivni radni sati / normirani radni sati
2. stepen iskorišćenja kapaciteta = efektivno proizvedena količina / normirana proizvedena količina

## Sprovođenje principa ekonomičnosti
Ekonomičnost predstavlja izraz racionalnosti trošenja elemenata proizvodnje. On odražava odnos proizvodnje prema ukupnim troškovima za razliku od produktivnosti kojom se ocenjuje racionalnost trošenja samo radne snage, te je zato on obuhvatniji metod kontrole ekonomske uspešnosti poslovanja preduzeća.

### Organizaciono uticanje na trošenje vrednosti u reprodukciji
Organizacione mere kojima se smanjuju trošenja vrednosti u reprodukciji predstavljaju mere sprovođenja principa ekonomičnosti.
Do povećanja trošenja vrednosti u reprodukciji preko objektivno nužnog dolazi najčešće:
- Zbog povećanih utrošaka materijala

Mere za smanjenje organizaciono uslovljenih promena materijala i za odgovarajuće povećanje ekonomičnosti zavise od pojavnih oblika tih trošenja, koja se javljaju u vidu:
1. kvara
2. kala
3. rasipanja materijala
4. nepotrebnih usluga

- Zbog povećanih utrošaka sredstava za rad

Organizaciono uticanje na trošenje sredstava za rad predstavlja složeniji problem delovanja na trošenje materijala. Fizička trošenja i druga dva elementa proizvodnje: materijala za održavanje i radne snage za održavanje sredstava. Režim štednje ova dva elementa može biti u suprotnosti sa racionalnim korišćenjem i trošenjem trećeg elementa – sredstava za rad. S druge strane, striktno sprovođenje principa ekonomičnosti u trošenju sredstava za rad može znatno poboljšati odnos između proizvedenih i utrošenih vrednosti. 
Najčešći oblici i uzroci trošenja vezani za funkcionisanje sredstava za rad i mere za povećanje ekonomičnosti toga trošenja, su:
1. lom
2. habanje
3. trošenje materijala za održavanje
4. režim remonta

- Zbog odstupanja nabavnih cena sredstava za proizvodnju od prosečnih tržišnih cena

Odstupanje nabavnih cena sredstava za proizvodnju od prosečne tržišne cene dovodi do pojave organizaciono uslovljenih troškova vezanih za cene. Za razliku od organizaciono uslovljenih utrošaka koji redovno predstavljaju povećana trošenja iznad objektivnih, troškovi zbog odstupanja cena u odnosu na objektivne mogu da odstupaju kako naviše tako i naniže. Sprovođenje principa ekonomičnosti u vezi s ovim odstupanjima cena različito je u zavisnosti od toga da li je u pitanju:
1. odstupanje nabavnih od prosečnih tržišnih cena u tekućoj proizvodnji ili
2. razlika u cenama sredstava za proizvodnju u momentu njihove potrošnje i momentu reprodukcije

- Zbog nepotpunog korišćenja kapaciteta, odnosno proizvodnje ispod gornje granice konkurentne zone obima

Proizvodni potencijal se izražava kapacitetom mašina, uređaja, postrojenja i mogućim učinkom konkretnog proizvođača u jednom ciklusu rada.
Trošenja vrednosti zasnovana na punom korišćenju proizvodnog potencijala predstavljaju objektivno uslovljenu veličinu trošenja.
Ako se kapacitet delimično koristi, to će imati uticaj na ekonomičnost preko:
1. razlike između objektivno i organizaciono uslovljene komponente fiksnih troškova
2. razlike između objektivno i organizaciono uslovljene komponente relativno fiksnih troškova
3. odstupanja od optimalnog utroška u proizvodnju

- Zbog odstupanja od optimalnog asortimana proizvoda pri smanjenom korišćenju kapaciteta

Svaki proizvod, s obzirom na tehnološki postupak i uslove proizvodnje, zahteva posebne troškove tehničke primene, koji su po svom karakteru strogo pojedinačni troškovi. Upravo ova poslednja karakteristika ima za posledicu da razni proizvodi, koji sadrže po jedinici istu količinu potrebnog rada, objektivno imaju različite visine troškova tehničke pripreme.

### Promene tehničkih faktora trošenja vrednosti u reprodukciji
- Otklanjanje grešaka u izboru tehničkih faktora

Tehnički faktori u tekućoj proizvodnji deluju kao objektivne kategorije, uslovljavajući određena minimalna trošenja u reprodukciji. Ovi faktori ne moraju pri tome obezbediti i optimalne ekonomske rezultate. Ti rezultati mogu biti ostvareni samo pri izboru optimalne ekonomske varijante konkretnog tehničkog rešenja. Ako su, međutim, pri izboru tehničkih rešenja počinjene greške, tada će objektivno uslovljena ulaganja, pa prema tome i objektivno uslovljeni troškovi, biti ispod optimalnih ulaganja u celom vremenu eksploatacije konkretnog tehničkog objekta.
- Uvođenje novih tehničkih dostignuća

Samo ona tehnička dostignuća čijim se uvođenjem u reprodukciju obezbeđuje podizanje kvaliteta ukupne ekonomije su ekonomski celishodna rešenja sa stanovišta principa ekonomičnosti. To su obično tehnička rešenja koja obezbeđuju povećanje proizvodne radne snage uz nesmanjenu ili čak povećanu ekonomičnost.

## Poređenje troškova i unapređenje ekonomičnosti
Svako preduzeće u tržišnoj privredi treba da bude troškovno-konkurentno. Ono će to ostvariti ako su njegovi troškovi na istom ili sličnom nivou sa troškovima drugih preduzeća. Cilj poređenja troškova je uočavanje razlika između troškova preduzeća i njegovih konkurenata, da se odredi šta to konkurenti rade bolje, da se odredi ono u čemu preduzeće zaostaje za konkurentima i zaostajanje u troškovima da otkloni.
Poređenje troškova predstavlja osnov za unapređenje ekonomičnih preduzeća.
Disparitet troškova između rivalskih preduzeća nastaje zbog:
1. razlike u ceni inputa
2. razlike u primenjenoj tehnologiji, starosti fabrika i opreme
3. relativne produktivnosti
4. razlike u internoj strukturi troškova
5. razlike u troškovima transporta i skladištenja, troškova reklame i distribucije
6. razlike u stopi inflacije i odnosu valuta

Poređenje troškova preduzeća sa rivalima vrši se pomoću proizvodno-troškovnog lanca. Kada preduzeće napravi svoj proizvodno-troškovni lanac, potrebno je sastaviti proizvodno-troškovni lanac konkurenata. Ovaj lanac se sastavlja na osnovu podataka iz računovodstvenih izveštaja preduzeća. Uvozni deo čine troškovi nabavke, a nizvodni deo troškove distribucije i prodaje. Svaki pomenuti lanac je jedinstven.
Tri glavna segmenta proizvodno-troškovnog lanca:
1. Uzvodni deo lanca (troškovi nabavke)
2. Deo lanca gde preduzeće dodaje vrednost (troškovi proizvodnje)
3. Nizvodni deo lanca (troškovi distribucije ili prodaje)

- Zaostajanje u troškovima nabavke

Preduzeće koje ima veće troškove nabavke od rivala, zaostajanje se otklanja:
1. Pregovaranje sa dobavljačima
2. Uzvodna integracija
3. Preorijentacija na jeftinije supstitute inputa
4. Kompenzovanje uštedama na nekom drugom segmentu lanca vrednosti

- Zaostajanje u troškovima prodaje

Zaostajanje u troškovima prodaje ima sledeće korektivne mere:
1. Pregovaranje sa distributerima
2. Promena kanala distribucije
3. Kompenzovanje uštedama na nekom drugom segmentu lanca vrednosti

- Zaostajanje u troškovima proizvodnje

Zaostajanje u troškovima proizvodnje ima sledeće korektivne mere:
1. Iniciranje interne racionalizacije ("stezanje kaiša")
2. Investiranje u troškovno-štedljive tehnološke inovacije
3. Inovirati troškovno-problematične segmente proizvodno-troškovnog lanca
4. Redizajniranje proizvoda
5. Kompenzovanje uštedama na nekom drugom segmentu lanca vrednosti[2]

## Literatura
- Grozdanović, Dragiša (1983). Osnovi ekonomike organizacija udruženog rada. Zagreb.

## Spoljašnje veze
- studenti.rs
- link-elearning